# Museo postale di Istanbul
Il Museo postale di Istanbul (in turco PTT İstanbul Müzesi) è un museo postale situato a Istanbul, in Turchia, nel quartiere di Sirkeci. Espone la storia di tutti i tipi di servizi comunicativi che hanno operato in Turchia, assieme al patrimonio filatelico del paese. 
La proprietà del museo è di Posta ve Telgraf Teşkilatı, l'azienda di servizi postali e telegrafici della Turchia.

## Storia dell'edificio

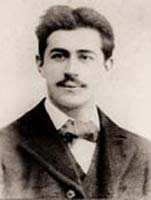
Vedat Tek (1873-1942), l'architetto dell'edificio in cui ha sede il museo

L'edificio che ospita il museo venne progettato dall'architetto turco Vedat Tek, principale esponente del primo movimento architettonico nazionale turco, basato sull'architettura ottomana e selgiuchide. 

Una parte del soffitto del museo

L'edificio è costituito da quattro piani ed è stato edificato tra il 1905 e il 1909, con lo scopo di costruire una sede per il Ministero delle Poste e del Telegrafo. La sua funzione successiva fu quella di sede dell'ufficio postale della città ed è stata convertita a sede museale al momento dell'istituzione del museo postale, il 6 maggio del 2000. Svolge ancora la funzione di sede dell'ufficio postale e nelle zone dedicate al museo sono esposte, assieme alle varie collezioni, fotografie scattate durante la costruzione dell'edificio, che è stato restaurato nel 2018.

## Esposizione

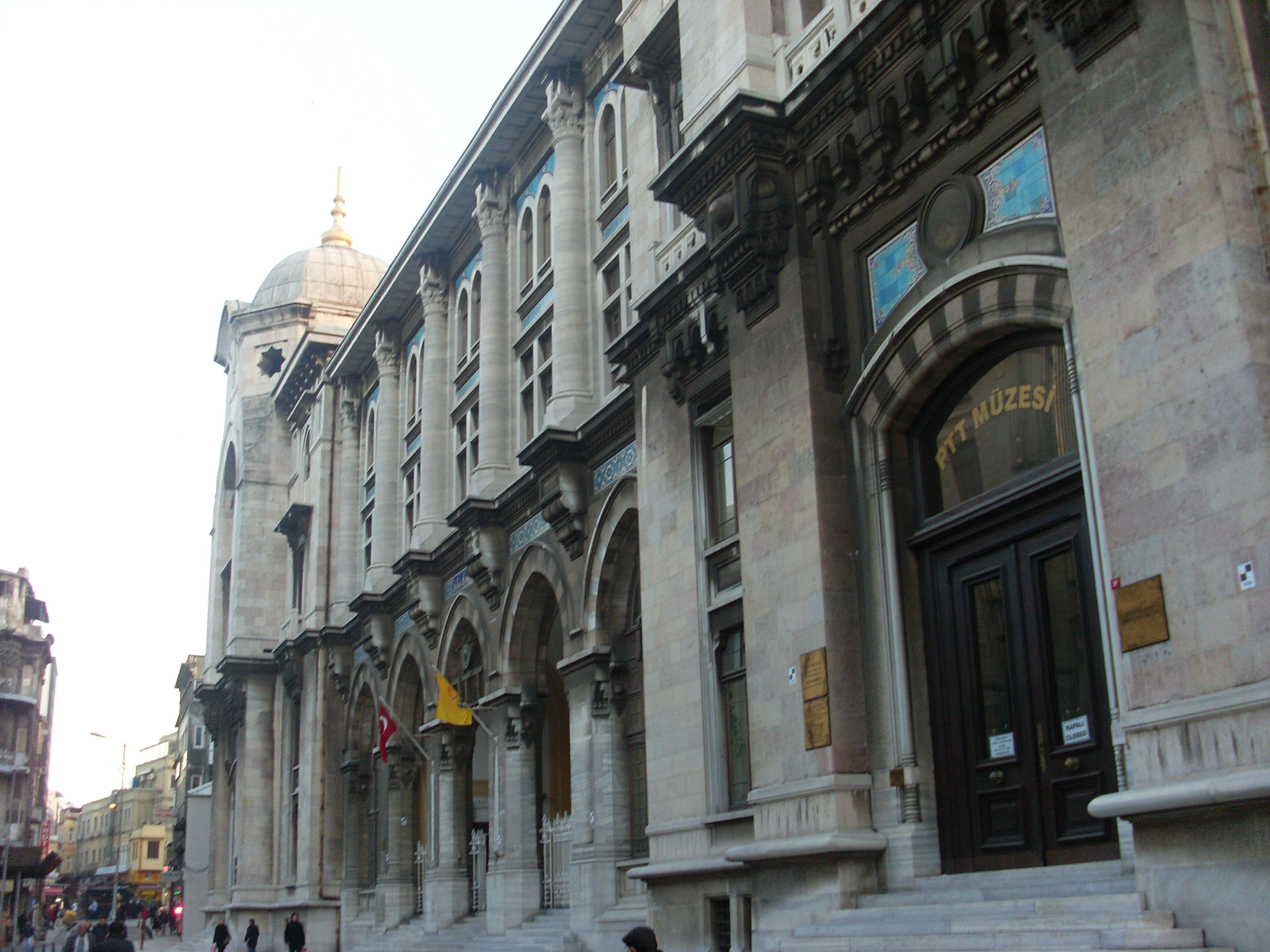
Il museo fotografato da uno dei suoi ingressi

Il museo è diviso in quattro sezioni espositive: postale, filatelica, telegrafica e telefonica.
Esso mostra, attraverso la sua esposizione, la storia di tutti i servizi di comunicazione che sono stati attivi in Turchia, esponendo oggetti risalenti all'Impero ottomano fino ad arrivare a quelli attivi dalla nascita della repubblica, e che nacquero ufficialmente con la fondazione del Ministero ottomano delle Poste, il 23 ottobre del 1840. 

### Esposizione postale

Un mappamondo dell'Unione postale universale raffigurante i servizi postali del mondo. È attualmente esposto nel museo

Nella sezione postale del museo l'esposizione è composta per una maggior parte da oggetti postali del passato quali cassette delle lettere, mappe di localizzazione dei postini, macchine affrancatrici e buste delle lettere. Inoltre, su vari manichini, sono esposte le divise indossate nel passato dagli impiegati del servizio postale, quali corrieri e postini, e dai militari che operavano nel settore.

### Esposizione filatelica
Nell'esposizione filatelica del museo sono presenti i francobolli emessi nel paese dall'era ottomana a quella repubblicana. È esposto infatti il primo francobollo postale emesso in Turchia, sotto il ministro delle poste Agah Efendi, il 13 gennaio 1863, stampato presso la zecca di stato dell'Impero ottomano, passando poi per i francobolli emessi dall'Unione postale universale e nella Turchia degli anni cinquanta.

### Esposizione telegrafica

Telegrafo esposto nella sezione telegrafica del museo, utilizzato dal 1930 al 1967

Nella sezione telegrafica del museo, ospitata al terzo piano, sono esposti telegrafi, telescriventi operativi negli anni passati e un terminale telex. I telegrafi più antichi esposti nel museo risalgono al 1855, anno di fondazione del primo ufficio telegrafico della Turchia.

### Esposizione telefonica

Telefono esposto nella sezione telefonica del Museo postale di Instanbul

L'esposizione telefonica è situata nel secondo piano del museo ed espone le prime apparecchiature telefoniche del paese. All'interno di questa sezione sono in mostra centralini telefonici, le cui installazioni risalgono al 1909, telefoni a manovella, da tavolo, da muro e a batteria, assieme alla prima centrale telefonica turca, installata il 23 ottobre 1931, che rese di minor importanza i centralini elettromeccanici usati fino a quel momento, assieme al lavoro manuale dei centralinisti.

Un centralino esposto nel museo, utilizzato fino al 1977

Nel museo è anche esposta una copia del telefono originale progettato da Alexander Graham Bell, donato nel 1990 dalla società Alcatel-Lucent per i 150 anni dalla fondazione del Ministero delle Poste.